# Murgenthal
Murgenthal (toponimo tedesco) è un comune svizzero di 2 911 abitanti del Canton Argovia, nel distretto di Zofingen.

## Storia
Il comune di Murgenthal è stato istituito il 1º gennaio 1901 con la fusione dei comuni soppressi di Balzenwil e Riken.

## Monumenti e luoghi d'interesse

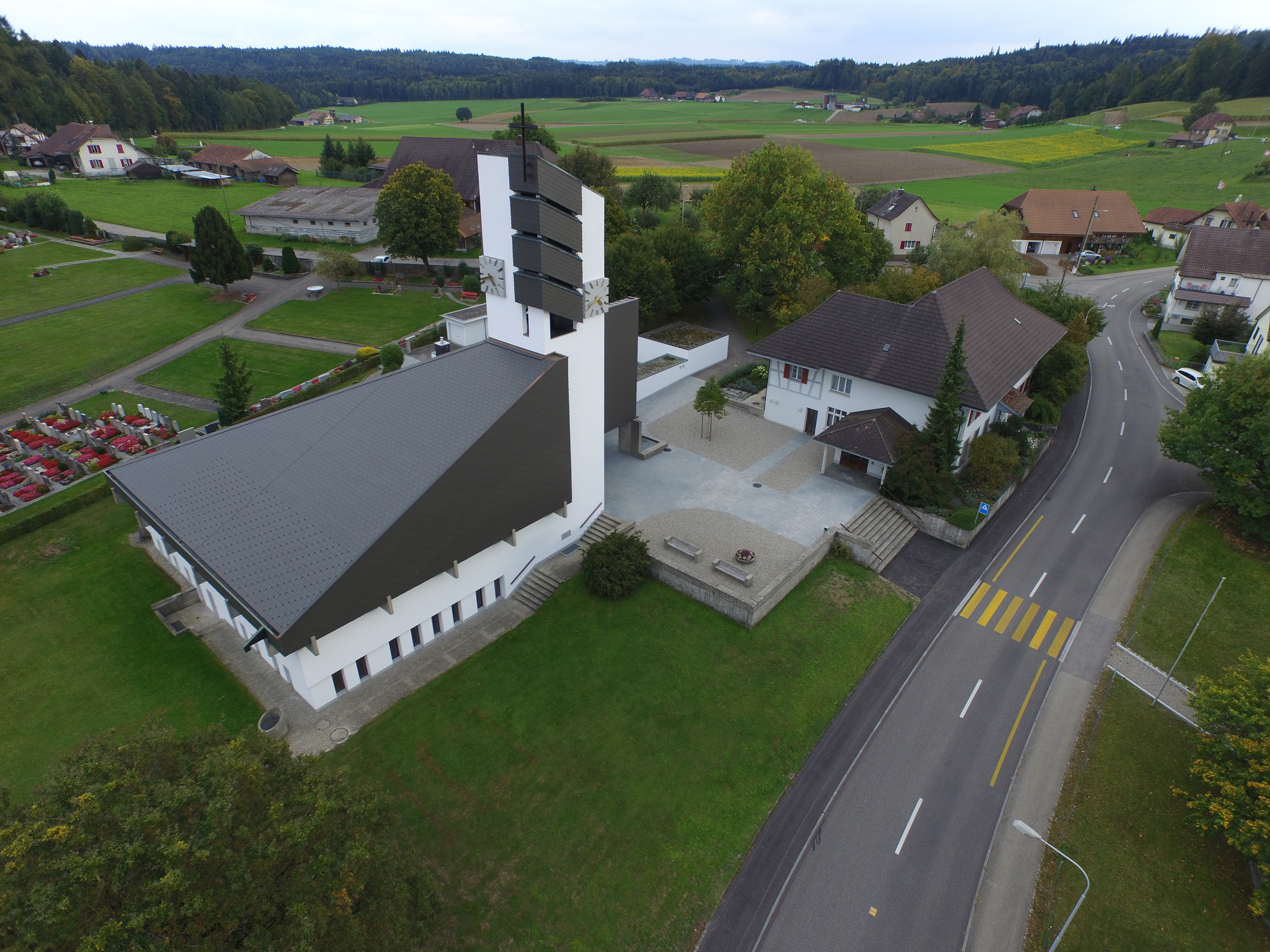
La chiesa riformata

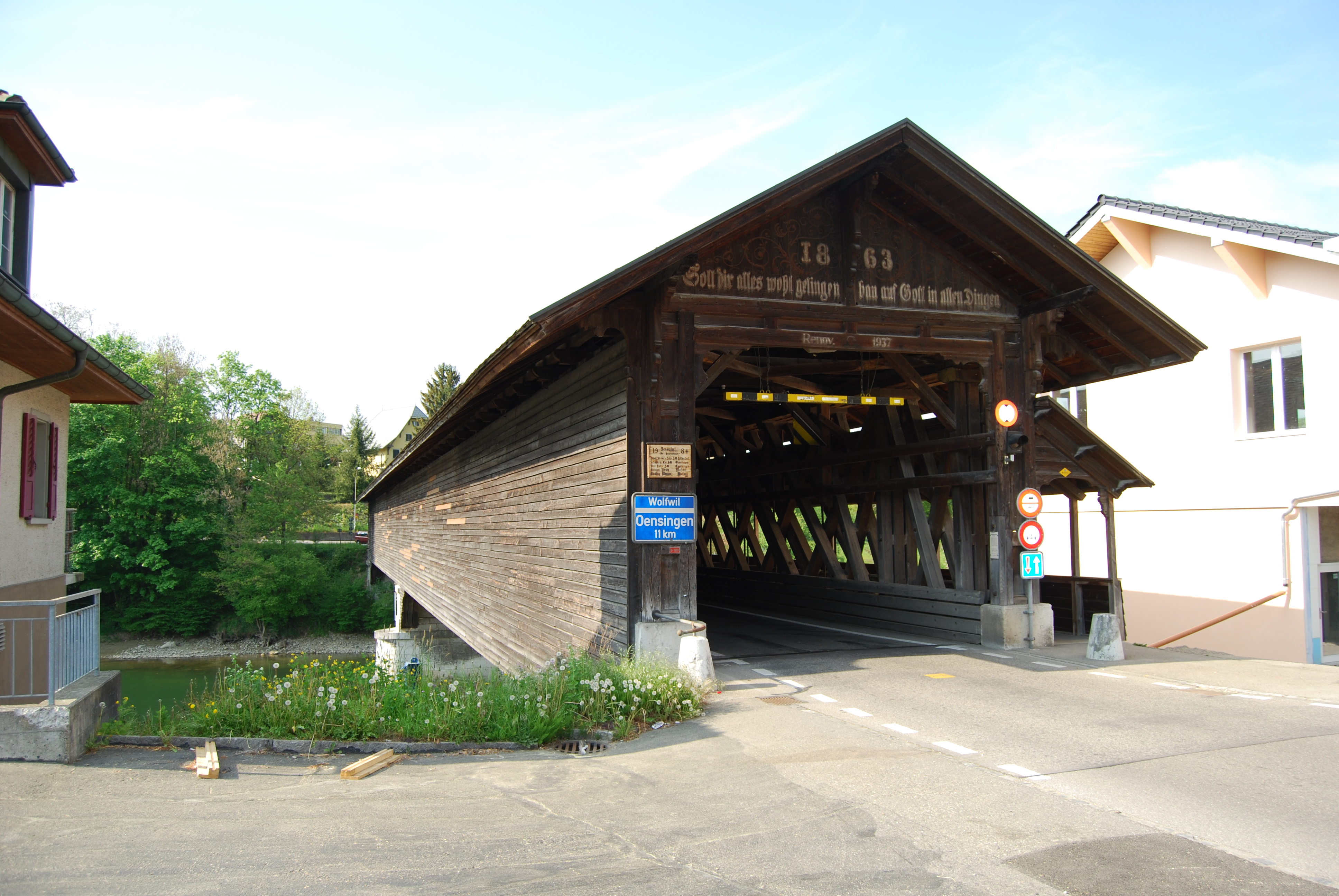
Il ponte coperto

- Chiesa riformata di Glashütten, eretta nel 1852-1854 e ricostruita nel 1964[1];
- Ponte coperto in legno sull'Aar, eretto nel 1863[1].

## Società

### Evoluzione demografica
L'evoluzione demografica è riportata nella seguente tabella:
Abitanti censiti

## Infrastrutture e trasporti

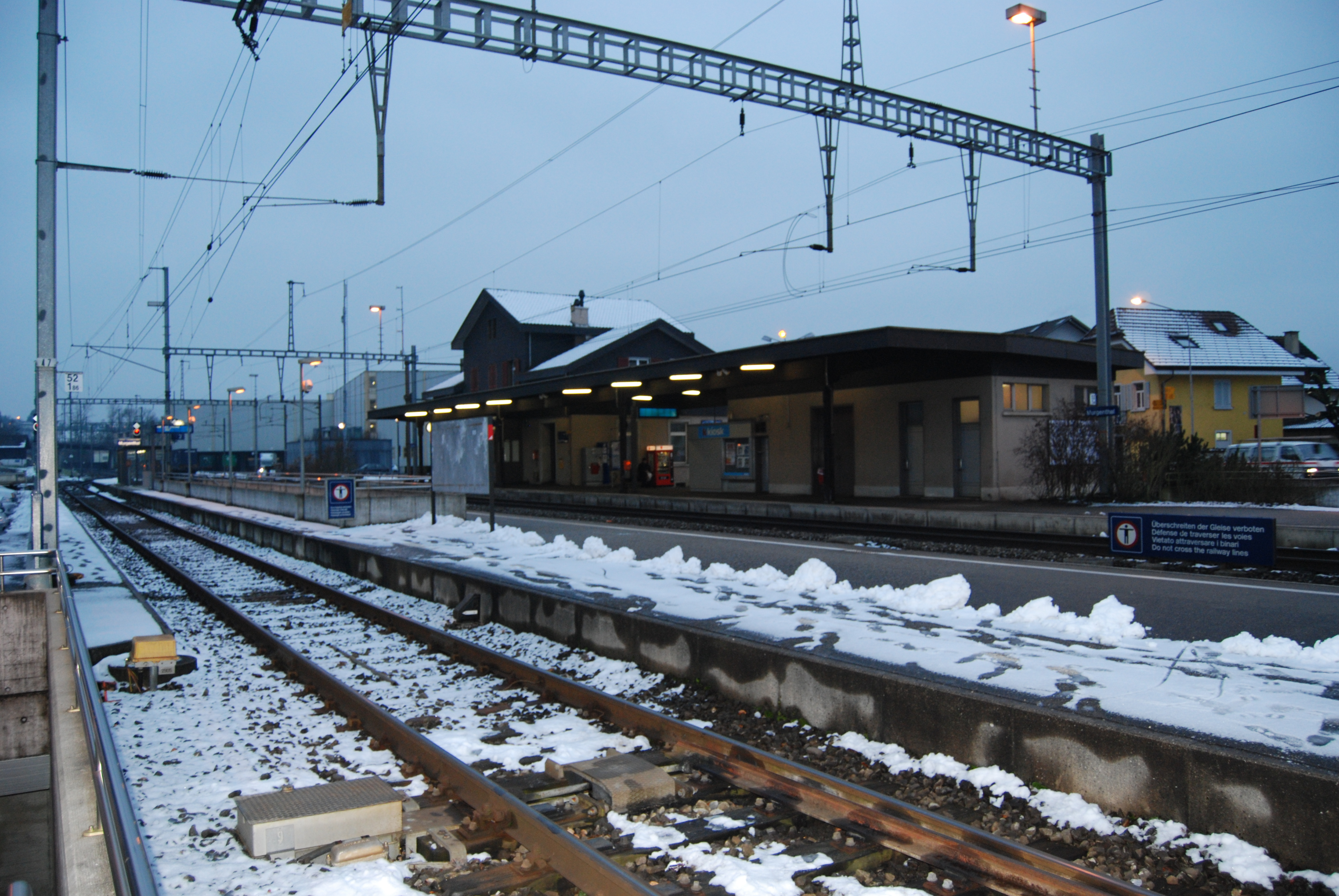
La stazione di Murgenthal

Murgenthal è servito dall'omonima stazione sulla ferrovia Olten-Berna.